# Gastromyzon pariclavis
Gastromyzon pariclavis är en fiskart som beskrevs av Tan och Martin-smith, 1998. Gastromyzon pariclavis ingår i släktet Gastromyzon och familjen grönlingsfiskar. Inga underarter finns listade i Catalogue of Life.